# A Fire in the Sky
A Fire in the Sky è una raccolta del gruppo rock britannico Deep Purple, pubblicata nel 2017.

## Il disco
La raccolta comprende tutti i brani di maggiore successo del gruppo inglese (in ordine cronologico inverso) dall'album Now What?! (2013) all'album Shades of Deep Purple (1968).

## Tracce disco singolo
1. Hell To Pay (Radio Edit)
2. Rapture Of The Deep
3. Sun Goes Down
4. Any Fule Kno That
5. Sometimes I Feel Like Screaming (Edit)
6. Bad Attitude (Radio Edit)
7. Knocking At Your Back Door (Single Edit)
8. Perfect Strangers (Single Edit)
9. You Keep On Moving (Single Edit)
10. Soldier Of Fortune
11. Burn (U.S. Single Edit)
12. Woman From Tokyo (Single Edit)
13. Highway Star (U.S. Single Edit)
14. Smoke On The Water (U.S. Single Edit)
15. Fireball
16. Strange Kind Of Woman
17. Child In Time (Part 1)
18. Speed King (U.S. Album Edit)
19. Black Night
20. Hush

## Tracce triplo CD

### Disco 1
1. Hell To Pay - 5:12
2. Vincent Price - 4:46
3. Wrong Man - 4:54
4. Rapture Of The Deep - 5:56
5. Sun Goes Down - 4:11
6. Any Fule Kno That - 4:30
7. Sometimes I Feel Like Screaming - 7:31
8. Vavoom: Ted The Mechanic - 4:17
9. The Battle Rages On - 5:56
10. King Of Dreams - 5:27
11. Call Of The Wild - 4:37
12. Bad Attitude - 4:45
13. Knocking At Your Back Door - 7:04
14. Perfect Strangers - 5:29

Durata: 74:35

### Disco 2
1. You Keep On Moving - 5:21
2. Dealer (2010 Kevin Shirley Remix) - 3:56
3. Stormbringer - 4:07
4. Soldier Of Fortune - 3:15
5. Mistreated - 7:28
6. Might Just Take Your Life - 4:39
7. Burn - 6:01
8. Rat Bat Blue - 5:26
9. Woman From Tokyo - 5:51
10. Space Truckin’ - 4:35
11. Smoke On The Water - 5:41
12. When A Blind Man Cries - 3:31

Durata: 59:20

### Disco 3
1. Highway Star - 6:09
2. Demon’s Eye - 5:21
3. Fireball - 3:24
4. Strange Kind Of Woman - 3:52
5. Child In Time - 10:17
6. Speed King (U.S. Album Edit) - 4:21
7. Black Night - 3:27
8. Hallelujah - 3:42
9. Emmaretta (2012 Stereo Mix) - 3:26
10. The Bird Has Flown (Early Version – 2012 Stereo Mix) - 3:04
11. Wring That Neck - 5:13
12. Kentucky Woman - 4:44
13. Mandrake Root - 5:58
14. Hush - 4:12

Durata: 67:11